# Marietta (Wisconsin)
Die Town of Marietta ist eine von elf Towns im Crawford County im US-amerikanischen Bundesstaat Wisconsin. Im Jahr 2010 hatte die Town of Marietta 470 Einwohner.
Town hat in Wisconsin eine grundlegend andere Bedeutung, als im übrigen englischsprachigen Bereich. Vielmehr entspricht sie den in den anderen US-Bundesstaaten üblichen Townships, die nach dem County die nächstkleinere Verwaltungseinheit bilden.

## Geografie
Die Town of Marietta liegt im Südwesten Wisconsins, am Nordufer des Wisconsin River, einem linken Nebenfluss des Mississippi. Dieser bildet die rund 40 km westlich verlaufende Grenze zu Iowa. Im Westen grenzt die Town an den Kickapoo River. Nach Minnesota sind es rund 75 km in nordwestlicher Richtung; die Grenze zu Illinois verläuft 85 südlich.
Die geografischen Koordinaten des Zentrums der Town of Marietta sind 43°09′23″ nördlicher Breite und 90°47′04″ westlicher Länge. Sie erstreckt sich über eine Fläche von 124,4 km², die sich auf 121,7 km² Land- und 2,7 km² Wasserfläche verteilen. 
Die Town of Marietta liegt im Osten des Crawford County und grenzt an folgende Nachbartowns:
| Town of Haney                      | Town of Scott                               | Town of Richwood (Richland County) |
| Village of Steuben Town of Eastman | Kompassrose, die auf Nachbargemeinden zeigt | Town of Boscobel (Grant County)    |
| Town of Wauzeka                    | Town of Woodman (Grant County)              | Town of Marion (Grant County)      |

## Verkehr
Durch die Town führt in Nord-Süd-Richtung der U.S. Highway 61. Der Wisconsin State Highway 60 verläuft entlang des Wisconsin River, während durch den Westen des Gebiets der Town of Marietta in Nord-Süd-Richtung der Wisconsin State Highway 131 führt. Alle weiteren Straßen sind untergeordnete Landstraßen sowie teils unbefestigte Fahrwege.
Mit dem Boscobel Airport befindet sich rund 10 östlich ein kleiner Flugplatz. Die nächsten Verkehrsflughäfen sind der Dubuque Regional Airport in Iowa (rund 105 km südlich), der La Crosse Regional Airport (rund 120 km nordnordwestlich) und der Dane County Regional Airport in Wisconsins Hauptstadt Madison (rund 130 km östlich).

## Bevölkerung
Nach der Volkszählung im Jahr 2010 lebten in der Town of Marietta 470 Menschen in 198 Haushalten. Die Bevölkerungsdichte betrug 3,9 Einwohner pro Quadratkilometer. In den 198 Haushalten lebten statistisch je 2,36 Personen. 
Ethnisch betrachtet bestand die Bevölkerung mit zwei Ausnahmen nur aus Weißen. Unabhängig von der ethnischen Zugehörigkeit waren 0,2 Prozent (eine Person) der Bevölkerung spanischer oder lateinamerikanischer Abstammung. 
19,1 Prozent der Bevölkerung waren unter 18 Jahre alt, 60,7 Prozent waren zwischen 18 und 64 und 20,2 Prozent waren 65 Jahre oder älter. 50,0 Prozent der Bevölkerung war weiblich.
Das mittlere jährliche Einkommen eines Haushalts lag bei 43.864 USD. Das Pro-Kopf-Einkommen betrug 24.427 USD. 4,3 Prozent der Einwohner lebten unterhalb der Armutsgrenze.

## Ortschaften in der Town of Marietta
Neben Streubesiedlung existieren in der Town of Marietta noch folgende gemeindefreie Siedlungen:
- Boydtown
- Easter Rock